# Mercedes-Benz Vaneo
La Vaneo (sigla di progetto W414) è stata un'autovettura monovolume di fascia medio-bassa prodotta dalla Casa automobilistica tedesca Mercedes-Benz dal 2001 al 2005.

## Storia e profilo

### Genesi
Durante la seconda metà degli anni novanta, la Casa di Stoccarda era impegnata su diversi fronti e in diversi progetti. Uno di questi era quello che avrebbe dato i natali alla prima generazione della Classe A, ossia la W168, divenuta famosa per il suo pianale "a sandwich" e per le vicissitudini legate al "test dell'alce" che ne hanno accompagnato l'esordio commerciale.

Ma la W168 non è stata l'unica vettura a sfruttare il pianale a sandwich. Infatti, mentre prendeva forma la piccola monovolume tedesca con dimensioni quasi da citycar, i progettisti avevano in mente di realizzare sullo stesso pianale un'altra monovolume, ma di dimensioni decisamente maggiori, che potesse quindi posizionarsi al di sopra della Classe A stessa.

Nel 1999 cominciarono a circolare le prime foto, che ritraevano la futura monovolume di fascia medio-bassa in un severo test condotto dai tecnici e dai collaudatori Mercedes-Benz tra i ghiacci e le nevi svedesi.

### Debutto
La presentazione ufficiale della nuova vettura si ebbe nel settembre 2001 al Salone di Francoforte. La commercializzazione venne avviata invece il mese successivo: nacque così la Vaneo, nota anche con la sigla di progetto W414, che in Italia sarebbe arrivata solo nel febbraio del 2002.

Rispetto alla Classe A da cui derivava (tale parentela veniva tradita dal frontale, che era praticamente lo stesso), la Vaneo era ben più lunga, larga ed alta. Da un paraurti all'altro, infatti, la nuova vettura misurava ben 61 cm in più, ed era 23 cm più alta. Con i suoi 4.19 m, quindi, andava a proporsi come alternativa alle monovolume medie del momento, vale a dire la seconda generazione della Renault Scénic e la prima generazione della Opel Zafira.

La Vaneo era caratterizzata da un'ampia vetratura che rendeva molto luminoso l'abitacolo e soprattutto da un ampio spazio a disposizione, sia per i passeggeri sia per i bagagli da caricare, grazie anche alla coda dall'andamento verticale e nonostante la presenza della struttura a "sandwich" del pianale, che tende notoriamente a sottrarre spazio in altezza. I passeggeri potevano essere ben sette, disposti su tre file, anche se i due posti della terza fila erano più che altro adatti per due bambini. La volumetria di carico, invece, raggiungeva grosso modo tre m³, uno spazio notevole, considerata anche la categoria della vettura.

### Dotazione ed allestimenti
Il prezzo di attacco della Vaneo non era dei più convenienti, con i suoi 19.900 Euro (21.400 per la versione base prevista in Italia), ma a fronte di tale cifra era prevista una dotazione ai vertici della categoria. Sul fronte sicurezza, erano previsti l'ABS, sei airbag, antislittamento e ESP, oltre che il ben noto e già menzionato pianale a sandwich, che permetteva al gruppo motore-cambio di scivolare tra il pianale ed il pavimento dell'abitacolo in caso di urto frontale, così da preservare l'incolumità dei passeggeri.

Gli allestimenti previsti erano tre:
- Trend: allestimento base, con praticamente tutta la dotazione degli allestimenti superiori richiedibile come optional;
- Family: allestimento intermedio con climatizzatore, chiusura centralizzata, configurazione a sette posti;
- Ambiente: allestimento di punta, con la dotazione della Family ed in più: cerchi in lega, vernice metallizzata, bracciolo anteriore.

Mediamente, a parità di motorizzazione, dalla Trend alla Family vi erano circa 2.200 Euro di sovrapprezzo, mentre dalla Family alla Ambiente l'esborso in più era di altri 1.500 Euro.

La lista optional per tutti e tre gli allestimenti prevedeva invece: cambio automatico, frizione automatica per cambio manuale, navigatore satellitare, sensori di parcheggio, tetto apribile, sedile anteriore passeggero ripiegabile ed asportabile, sedili anteriori riscaldabili e tempomat.

### Meccanica e motorizzazioni
La Vaneo sfruttava la meccanica della Classe A W168. Per questo ritroviamo l'avantreno di tipo MacPherson con braccio trasversale ed il retrotreno a bracci longitudinali. L'impianto frenante era del tipo a dischi, dei quali quelli anteriori erano autoventilanti. Lo sterzo era a cremagliera idrauilica con pompa elettrica (motore DC e regolazione elettronica dei giri).

Nella sua breve carriera, la Vaneo è stata subito proposta con tutte le motorizzazioni previste. Non vi sarebbero state altre novità motoristiche in seguito, né versioni uscite prematuramente di produzione. Queste motorizzazioni facevano tutte quante parte delle famiglie di motori M166 e OM668, e comprendevano:
- 1.6: 1598 cm³ a benzina proposto in due livelli di potenza: 82 CV (non previsto per il mercato italiano) e 102 CV;
- 1.9: 1898 cm³ a benzina con potenza di 125 CV;
- 1.7 CDI: 1689 cm³ turbodiesel common rail in due livelli di potenza: 75 CV (non previsto per il mercato italiano) e 91 CV.

Le motorizzazioni erano abbinate tutte ad un cambio manuale a 5 marce, ma in alternativa si poteva richiedere un cambio automatico, sempre a 5 rapporti, non previsto però per il 1.6 di base ed il 1.7 CDI di base. Inoltre, la Vaneo era ordinabile anche in configurazione furgonata (sigla di telaio: 414.600).

### Esiti commerciali
In realtà, nonostante gli indubbi contenuti e la grande praticità di utilizzo, la Vaneo non incontrò il successo sperato: nel corso dei poco più di tre anni di commercializzazione ne furono prodotte e vendute circa 55 000, meno della metà degli esemplari previsti. Per dare un'idea, basti pensare che in sette anni di produzione, quindi circa il doppio, la "sorellina" W168 ha totalizzato ben 1,1 milioni di esemplari. Ciò andava ricercato nel prezzo, superiore a quello della concorrenza. La clientela preferiva le varie Zafira e Scénic, risparmiando così qualche migliaio di Euro.

La produzione e la commercializzazione della Vaneo vennero quindi arrestate nel febbraio del 2005. L'eredità di tale modello sarebbe stata completamente raccolta in due momenti diversi: subito dopo la sua uscita dai listini, venne lanciata la prima generazione della Classe B, una monovolume di fascia media che si sarebbe collocata un gradino sopra la piccola Classe A. Alcuni anni più tardi, nell'autunno del 2012, invece, la Casa di Stoccarda avrebbe lanciato la Citan, una multispazio strettamente imparentata con la Renault Kangoo (la Daimler AG ed il gruppo Renault-Nissan avevano nel frattempo stretto un'alleanza per fronteggiare la grave crisi economica che avrebbe interessato il settore automobilistico negli anni successivi) e disponibile sia in versione furgonata che in versione destinata al trasporto di passeggeri.

## Riepilogo caratteristiche
Di seguito vengono riportate le caratteristiche e le versioni previste per la gamma Vaneo. Le caratteristiche riportate si riferiscono alla versione promiscua (sigla di telaio: 414.700). I prezzi sono in Euro e si riferiscono al momento del debutto in Italia (tranne che per la versione 1.6 di base, che in Italia non era prevista) ed al livello di allestimento più economico.
| Modello                                | Motore                          | Cilindrata cm³     | Alimentazione                             | Potenza CV/rpm     | Coppia Nm/rpm      | Massa a vuoto (kg) | Velocità max       | Acceler. 0–100 km/h | Consumo (l/100 km) | Emissioni CO2 (g/km) | Prezzo al debutto in Euro |
| Versioni a benzina                     | Versioni a benzina              | Versioni a benzina | Versioni a benzina                        | Versioni a benzina | Versioni a benzina | Versioni a benzina | Versioni a benzina | Versioni a benzina  | Versioni a benzina | Versioni a benzina   | Versioni a benzina        |
| -------------------------------------- | ------------------------------- | ------------------ | ----------------------------------------- | ------------------ | ------------------ | ------------------ | ------------------ | ------------------- | ------------------ | -------------------- | ------------------------- |
| 1.6                                    | M166E16 red. (166.961 red.)     | 1598               | Iniezione elettronica multipoint          | 82/50001           | 140/2500           | 1.365              | 155                | 15"8                | 7.8                | 187                  | 19.900                    |
| 1.6                                    | M166E16 (166.961)               | 1598               | Iniezione elettronica multipoint          | 102/5250           | 150/4000           | 1.365              | 167                | 13"5                | 8                  | 192                  | 21.400                    |
| 1.9                                    | M166E19 (166.991)               | 1898               | Iniezione elettronica multipoint          | 125/5500           | 180/4000           | 1.375              | 180                | 10"8                | 8.2                | 197                  | 22.920                    |
| Versioni diesel                        |                                 |                    |                                           |                    |                    |                    |                    |                     |                    |                      |                           |
| 1.7 CDI                                | OM668DE17LA red. (668.914 red.) | 1689               | turbodiesel iniezione diretta common rail | 75/39001           | 160/ 1500-2600     | 1.425              | 150                | 19"5                | 5.7                | 191                  | -                         |
| 1.7 CDI                                | OM668DE17LA (668.914)           | 1689               | turbodiesel iniezione diretta common rail | 91/4000            | 180/ 1600-3200     | 1.425              | 160                | 16"                 | 5.9                | 193                  | 22.970                    |
| 1 Non prevista per il mercato italiano |                                 |                    |                                           |                    |                    |                    |                    |                     |                    |                      |                           |